# Алжирски таралеж
Алжирският таралеж (Atelerix algirus) е вид бозайник от семейство Таралежови (Erinaceidae).

## Разпространение
Видът е разпространен в Алжир, Испания, Либия, Малта, Мароко и Тунис.
Регионално е изчезнал във Франция.